# Casa Gran (Portbou)
La Casa Gran és un edifici del municipi de Portbou (Alt Empordà) que forma part de l'Inventari del Patrimoni Arquitectònic de Catalunya. Està situada dins del nucli urbà de la població de Portbou, a la banda nord-oest del terme, amb la façana principal a l'avinguda de França i la posterior a les vies del tren. Segons el fons documental del COAC aquest edifici és una construcció del segle xix.

## Descripció
És un conjunt de planta rectangular format per sis cases adossades, amb les cobertes de teula de dues vessants i distribuïdes en planta baixa i dos pisos. Les dues cases situades als extrems del conjunt, amb les cobertes disposades en perpendicular a la resta, són de planta quadrada i estan distribuïdes en tres crugies. Els altres quatre habitatges, de planta rectangular, tenen cinc crugies paral·leles a la façana principal. La crugia central de cada un sobresurt per la façana de ponent i presenta l'escala d'accés als pisos superiors a la façana principal. Totes les obertures del conjunt són d'arc rebaixat, amb els emmarcaments bastits amb maons. Les del pis superior són de mida més petita que la resta. Una motllura decorativa horitzontal recorre la divisòria entre els diferents nivells. L'edifici està coronat per un ampli ràfec doble de dents de serra, trencat per petites finestres amb cobertes de dues aigües, que sobresurten del recorregut. La construcció presenta la resta de paraments arrebossats i pintats.